# Diocesi di Pacnemunis
La diocesi di Pacnemunis (in latino Dioecesis Pachnemunitana) è una sede soppressa e sede titolare della Chiesa cattolica.

## Storia
Pacnemunis, nei pressi del lago Burullus, è un'antica sede episcopale della provincia romana dell'Egitto Secondo nella diocesi civile d'Egitto e nel patriarcato di Alessandria.
Quest'antica diocesi egiziana è nota nelle fonti coeve anche il nome di Elearchia. Il primo vescovo conosciuto è Ammonio, che prese parte ad un sinodo ad Alessandria nel 362; il suo nome è ancora documentato in diverse occasioni nel corso del IV secolo, dal 346 al 375.
Nel V secolo è noto il vescovo Isacco, documentato in tre occasioni, per la sua partecipazione al concilio di Efeso del 431, a quello omonimo del 449 e al concilio di Calcedonia del 451.
Problematica invece à l'assegnazione a questa diocesi del vescovo Papas, che sottoscrisse nel 459 il decreto sinodale di Gennadio I di Costantinopoli contro i simoniaci.
Dal 1920 questa sede è annoverata tra le sedi vescovili titolari della Chiesa cattolica; la sede è vacante dal 21 dicembre 1965. Essa fu istituita nel 1920 come sede Elearchiensis, che venne soppressa nel 1928, mutando il proprio nome in quello attuale.

## Cronotassi

### Vescovi greci
- Ammonio † (prima del 346 - dopo il 375)
- Isacco † (prima del 431 - dopo il 451)
- Papas ? † (menzionato nel 459)

### Vescovi titolari
- Adalberto Schmücker, O.F.M. † (19 agosto 1920 - 8 agosto 1927 deceduto) (episcopus Elearchiensis)
- Joseph Delphis Des Rosiers, O.M.I. † (11 marzo 1948 - 11 gennaio 1951 nominato vescovo di Maseru)
- Eusebio Septimio Mari, O.F.M.Cap. † (21 febbraio 1954 - 21 dicembre 1965 deceduto)